# Marius Müller
Marius Müller (Heppenheim, 1993. július 12. –) német korosztályos válogatott labdarúgó, a VfL Wolfsburg játékosa.

## Pályafutása

### Klubcsapatokban
Müller 2002-ben került az 1. FC Kaiserslauternhez a TV 1883 Lampertheimtől. A negyedosztályú tartalékcsapatban 2012. március 13-án debütált. Az SC Fortuna Köln csapatát nagy csatában 4–3-ra verték. 504 néző láthatta, ahogy Alois Schwartz a kezdőcsapatban számol a fiatal labdarúgókapussal. A másodosztályban 2014. május 11-én debütált a Fortuna Düsseldorf elleni idegenbeli meccsen, 4-2-re kikaptak.

## Válogatottban
2013. október 10-én mutatkozott be a német U20-as labdarúgó-válogatottban a törökök ellen 3–0-ra megnyert meccsen.

## Statisztika
2019. március 7-i állapotnak megfelelően.
| Klub              | Szezon   | Bajnokság            | Bajnokság | Bajnokság | Kupa  | Kupa  | Nemzetközi | Nemzetközi | Összesen | Összesen |
| Klub              | Szezon   | Osztály              | Mérk.     | Gólok     | Mérk. | Gólok | Mérk.      | Gólok      | Mérk.    | Gólok    |
| ----------------- | -------- | -------------------- | --------- | --------- | ----- | ----- | ---------- | ---------- | -------- | -------- |
| Kaiserslautern II | 2011–12  | Regionalliga West    | 1         | 0         | —     | —     | —          | —          | 1        | 0        |
| Kaiserslautern II | 2012–13  | Regionalliga Südwest | 33        | 0         | —     | —     | —          | —          | 33       | 0        |
| Kaiserslautern II | 2013–14  | Regionalliga Südwest | 22        | 0         | —     | —     | —          | —          | 22       | 0        |
| Kaiserslautern II | 2014–15  | Regionalliga Südwest | 4         | 0         | —     | —     | —          | —          | 4        | 0        |
| Kaiserslautern II | Összesen | Összesen             | 60        | 0         | —     | —     | —          | —          | 60       | 0        |
| Kaiserslautern    | 2013–14  | Bundesliga 2         | 1         | 0         | 0     | 0     | —          | —          | 1        | 0        |
| Kaiserslautern    | 2014–15  | Bundesliga 2         | 6         | 0         | 2     | 0     | —          | —          | 8        | 0        |
| Kaiserslautern    | 2015–16  | Bundesliga 2         | 33        | 0         | 2     | 0     | —          | —          | 35       | 0        |
| Kaiserslautern    | Összesen | Összesen             | 40        | 0         | 4     | 0     | —          | —          | 44       | 0        |
| RB Leipzig        | 2016–17  | Bundesliga           | 0         | 0         | 0     | 0     | —          | —          | 0        | 0        |
| Leipzig II        | 2016–17  | Regionalliga Nordost | 5         | 0         | —     | —     | —          | —          | 5        | 0        |
| Kaiserslautern    | 2017–18  | Bundesliga 2         | 32        | 0         | 1     | 0     | —          | —          | 33       | 0        |
| RB Leipzig        | 2018–19  | Bundesliga           | 0         | 0         | 0     | 0     | 1          | 0          | 1        | 0        |
| Összesen          | Összesen | Összesen             | 137       | 0         | 5     | 0     | 1          | 0          | 143      | 0        |